# Ngalau
Ngalau is een bestuurslaag in het regentschap Padang Panjang van de provincie West-Sumatra, Indonesië. Ngalau telt 2739 inwoners (volkstelling 2010).